# Minkowskischer Gitterpunktsatz

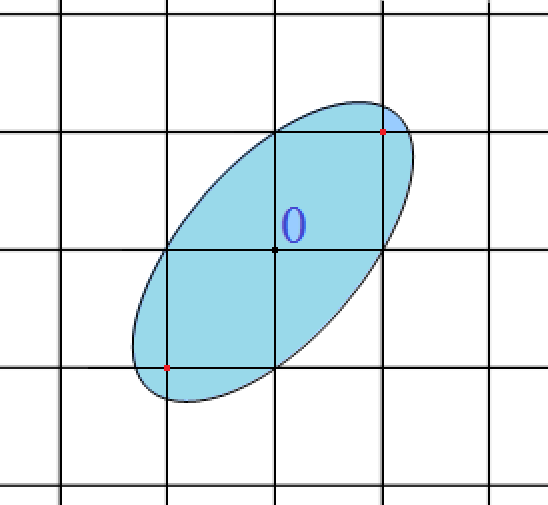
Die konvexe Ellipse ist zu groß, um 0 als einzigen Gitterpunkt zu enthalten.

Der Minkowskische Gitterpunktsatz (nach Hermann Minkowski) trifft eine geometrische Aussage über die Lage von Gitterpunkten in bestimmten Mengen. Wenn eine konvexe und um den Nullpunkt des Gitters symmetrische Menge eine gewisse Größe überschreitet, muss sie neben dem Nullpunkt noch weitere Punkte des Gitters enthalten.

## Aussage des Satzes
Sei {\displaystyle \Gamma } ein Gitter im {\displaystyle \mathbb {R} ^{d}}, {\displaystyle {C}\subseteq \mathbb {R} ^{d}} konvex und symmetrisch zum Nullpunkt.
Gilt dann {\displaystyle \mathrm {vol} (C)>2^{d}\cdot \mathrm {vol} (\Gamma )}, so enthält {\displaystyle C} außer dem Nullpunkt einen weiteren Gitterpunkt (und wegen der Symmetrie sogar zwei). Das Volumen des Gitters ist dabei definiert als das Volumen einer „Grundmasche“.

## Beispiel
Ein Beispiel für ein regelmäßiges Gitter im {\displaystyle \mathbb {R} ^{2}} ist {\displaystyle \mathbb {Z} \times \mathbb {Z} }. Da eine Gittermasche hier von zwei Einheitsvektoren gebildet wird, beträgt das Volumen dieses Gitters 1.
Nach Aussage des Satzes gibt es keine Teilmenge des {\displaystyle \mathbb {R} ^{2}}, die konvex und symmetrisch zum Nullpunkt ist, einen Flächeninhalt größer als 4 hat und neben dem Nullpunkt keinen weiteren Gitterpunkt enthält.
Für Quadrate um den Nullpunkt mit achsenparallelen Seiten lässt sich dies leicht einsehen, denn ein solches Quadrat mit Flächeninhalt größer als 4 muss eine Kantenlänge größer als 2 haben und enthält damit neben dem Nullpunkt auch die acht Gitterpunkte {\displaystyle (0,\pm 1)}, {\displaystyle (\pm 1,0)}, {\displaystyle (\pm 1,\pm 1)}. Allerdings gilt der Gitterpunktsatz für jede zentralsymmetrische, konvexe Menge, so unregelmäßig sie auch sein mag.